# Priekopa
Priekopa (Hongaars: Kapás) is een Slowaakse gemeente in de regio Košice, en maakt deel uit van het district Sobrance.
Priekopa telt 274 inwoners.